# Pieve di San Nicola di Torre
La pieve di San Nicola di Torre è una chiesa di Lucca che si trova in località Torre.

## Storia e descrizione
La chiesa è ricordata già nel 754, ma solo nel X secolo risulta elevata alla dignità di pieve. Lavori di ristrutturazione sono attestati a partire dalla fine del Seicento, quando si riorganizzò l'area presbisteriale e quella del fonte battesimale, dove Pietro Scorzini affrescò un Battesimo di Cristo. Nella prima metà del Settecento si impostò una nuova facciata e alla fine del secolo si ricostruì la volta. Ma i lavori più radicali furono intrapresi tra il 1840 e il 1845: la chiesa venne ampliata e completata con un porticato a tre fornici di gusto neoclassico. Anche l'interno venne ridecorato e nella testata del presbiterio venne collocata una tavola cinquecentesca con la Madonna in trono tra i Santi Rocco e Frediano di Ranieri da Pisa.